# Биличенко, Михаил Владимирович
Михаил Владимирович Биличенко (род. 11 марта 1971, Нижнеудинск, Иркутская область) — российский военачальник, контр-адмирал. Командир Балтийской военно-морской базы (2021—2024).

## Образование
- Каспийское высшее военно-морское училище имени С.М.Кирова (1988-1992)
- Высшее военно-морское училище подводного плавания имени Ленинского комсомола(1992-1993)
- Военно-морской академия имени Адмирала Флота Советского Союза Н. Г. Кузнецова (2005-2007)
- Военная академия Генерального штаба Вооружённых сил Российской Федерации (2016-2018)

## Военная служба
С 1993 по 1995 год — командир штурманской боевой части и помощник командира ракетного катера на Тихоокеанском флоте.
С 1995 по 1997 год — командир ракетного катера "Р-20" проекта 1241 «Молния» Р-20 2-го гвардейского дивизиона ракетных катеров 165-й бригады надводных кораблей Приморской флотилии разнородных сил Тихоокеанского флота.
С 1997 по 2003 год — начальник штаба - заместитель командира 2-го гвардейского дивизиона ракетных катеров 165-й бригады надводных кораблей Приморской флотилии разнородных сил Тихоокеанского флота.
С 2003 по 2005 год — командир 11-го дивизиона ракетных катеров 165-й бригады надводных кораблей Приморской флотилии разнородных сил Тихоокеанского флота.
С 2007 по 2009 год — начальник штаба - заместитель командира 165-й бригады надводных кораблей Приморской флотилии разнородных сил Тихоокеанского флота.
С 2009 по 2012 год — заместитель начальника Командного пункта штаба Тихоокеанского флота.
С 2012 по 2013 год — начальник Командного пункта - заместитель начальника штаба Тихоокеанского флота по боевому управлению.
С 2013 по 2016 год — командир 165-й бригады надводных кораблей Приморской флотилии разнородных сил Тихоокеанского флота .
С 2018 по 2021 год — начальник штаба - первый заместитель командующего Войсками и силами на  Северо-Востоке.
С 2021 по 2024 год — командир Балтийской военно-морской базы Балтийского флота.
Указом Президента РФ от 11 июня 2021 года №355 присвоено воинское звание контр-адмирал.

## Награды
- Медаль ордена «За заслуги перед Отечеством» 2 степени[6]
- Ведомственные награды Министерства обороны РФ[6]